# Athlétisme aux Jeux olympiques d'été de 2000, résultats détaillés

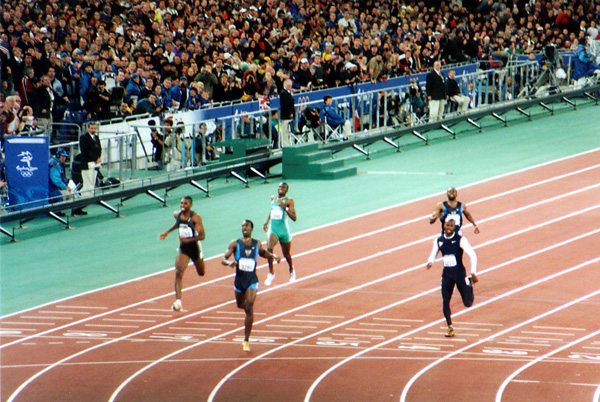
Arrivée du 400 mètres masculin.

Cette page présente les résultats des finales des épreuves d'athlétisme aux Jeux olympiques de 2000, disputées à Sydney du 22 septembre au 1er octobre 2000.

## 100 m

### Hommes
| Rang | Athlète          | Pays                       | Performance |
| ---- | ---------------- | -------------------------- | ----------- |
| 1    | Maurice Greene   | États-Unis                 | 9 s 87      |
| 2    | Ato Boldon       | Trinité-et-Tobago          | 9 s 99      |
| 3    | Obadele Thompson | Barbade                    | 10 s 04     |
| 4    | Dwain Chambers   | Royaume-Uni                | 10 s 08     |
| 5    | Jon Drummond     | États-Unis                 | 10 s 09     |
| 6    | Darren Campbell  | Royaume-Uni                | 10 s 13     |
| 7    | Kim Collins      | Saint-Christophe-et-Niévès | 10 s 17     |
| 8    | Aziz Zakari      | Ghana                      | DNF         |

### Femmes
| Rang | Athlète            | Pays          | Performance   |
| ---- | ------------------ | ------------- | ------------- |
| 1    | Non attribuée      | Non attribuée | Non attribuée |
| 2    | Ekaterini Thanou   | Grèce         | 11 s 12       |
| 2    | Tayna Lawrence     | Jamaïque      | 11 s 18       |
| 3    | Merlene Ottey      | Jamaïque      | 11 s 19       |
| 4    | Zhanna Pintusevich | Ukraine       | 11 s 20       |
| 5    | Chandra Sturrup    | Bahamas       | 11 s 21       |
| 6    | Sevatheda Fynes    | Bahamas       | 11 s 22       |
| 7    | Debbie Ferguson    | Bahamas       | 11 s 29       |
| DSQ  | Marion Jones       | États-Unis    | 10 s 75       |

## 200 m

### Hommes
| Rang | Athlète             | Pays              | Performance |
| ---- | ------------------- | ----------------- | ----------- |
| 1    | Konstadínos Kedéris | Grèce             | 20 s 09     |
| 2    | Darren Campbell     | Royaume-Uni       | 20 s 14     |
| 3    | Ato Boldon          | Trinité-et-Tobago | 20 s 20     |
| 4    | Obadele Thompson    | Barbade           | 20 s 20     |
| 5    | Christian Malcolm   | Royaume-Uni       | 20 s 23     |
| 6    | Claudinei da Silva  | Brésil            | 20 s 28     |
| 7    | Coby Miller         | États-Unis        | 20 s 35     |
| 8    | John Capel          | États-Unis        | 20 s 49     |

### Femmes
| Rang | Athlète                  | Pays       | Performance |
| ---- | ------------------------ | ---------- | ----------- |
| 1    | Pauline Davis-Thompson   | Bahamas    | 22 s 27     |
| 2    | Susanthika Jayasinghe    | Sri Lanka  | 22 s 28     |
| 3    | Beverly McDonald         | Jamaïque   | 22 s 35     |
| 4    | Debbie Ferguson          | Bahamas    | 22 s 37     |
| 5    | Melinda Gainsford-Taylor | Australie  | 22 s 42     |
| 6    | Cathy Freeman            | Australie  | 22 s 53     |
| 7    | Zhanna Pintusevich       | Ukraine    | 22 s 66     |
| DSQ  | Marion Jones             | États-Unis | 21 s 84     |

## 400 m

### Hommes
| Rang | Athlète             | Pays           | Performance |
| ---- | ------------------- | -------------- | ----------- |
| 1    | Michael Johnson     | États-Unis     | 43 s 84     |
| 2    | Alvin Harrison      | États-Unis     | 44 s 40     |
| 3    | Gregory Haughton    | Jamaïque       | 44 s 70     |
| 4    | Sanderlei Parrela   | Brésil         | 45 s 01     |
| 5    | Robert Mackowiak    | Pologne        | 45 s 14     |
| 6    | Hendrik Mokganyetsi | Afrique du Sud | 45 s 26     |
| 7    | Antonio Pettigrew   | États-Unis     | 45 s 42     |
| 8    | Danny McFarlane     | Jamaïque       | 45 s 55     |

### Femmes
| Rang | Athlète                 | Pays           | Performance |
| ---- | ----------------------- | -------------- | ----------- |
| 1    | Cathy Freeman           | Australie      | 49 s 11     |
| 2    | Lorraine Graham         | Jamaïque       | 49 s 58     |
| 3    | Katharine Merry         | Royaume-Uni    | 49 s 72     |
| 4    | Donna Fraser            | Royaume-Uni    | 49 s 79     |
| 5    | Ana Guevara             | Mexique        | 49 s 96     |
| 6    | Heide Seyerling         | Afrique du Sud | 50 s 05     |
| 7    | Falilat Ogunkoya-Osheku | Nigeria        | 50 s 12     |
| 8    | Olga Kotlyarova         | Russie         | 51 s 04     |

## 800 m

### Hommes
| Rang | Athlète                  | Pays           | Performance   |
| ---- | ------------------------ | -------------- | ------------- |
| 1    | Nils Schumann            | Allemagne      | 1 min 45 s 08 |
| 2    | Wilson Kipketer          | Danemark       | 1 min 45 s 14 |
| 3    | Aissa Djabir Said-Guerni | Algérie        | 1 min 45 s 16 |
| 4    | Hezekiél Sepeng          | Afrique du Sud | 1 min 45 s 29 |
| 5    | André Bucher             | Suisse         | 1 min 45 s 40 |
| 6    | Yuriy Borzakovskiy       | Russie         | 1 min 45 s 83 |
| 7    | Glody Dube               | Botswana       | 1 min 46 s 24 |
| 8    | Andrea Longo             | Italie         | DSQ           |

### Femmes
| Rang | Athlète            | Pays               | Performance   |
| ---- | ------------------ | ------------------ | ------------- |
| 1    | Maria Mutola       | Mozambique         | 1 min 56 s 15 |
| 2    | Stephanie Graf     | Autriche           | 1 min 56 s 64 |
| 3    | Kelly Holmes       | Royaume-Uni        | 1 min 56 s 80 |
| 4    | Brigita Langerholc | Slovénie           | 1 min 58 s 51 |
| 5    | Helena Fuchsova    | République tchèque | 1 min 58 s 56 |
| 6    | Zulia Calatayud    | Cuba               | 1 min 58 s 66 |
| 7    | Hazel Clark        | États-Unis         | 1 min 58 s 75 |
| 8    | Hasna Benhassi     | Maroc              | 1 min 59 s 27 |

## 1 500 m

### Hommes
| Rang | Athlète             | Pays     | Performance        |
| ---- | ------------------- | -------- | ------------------ |
| 1    | Noah Ngeny          | Kenya    | 3 min 32 s 07 (RO) |
| 2    | Hicham El Guerrouj  | Maroc    | 3 min 32 s 32      |
| 3    | Bernard Lagat       | Kenya    | 3 min 32 s 44      |
| 4    | Mehdi Baala         | France   | 3 min 34 s 14      |
| 5    | Kevin Sullivan      | Canada   | 3 min 35 s 50      |
| 6    | Daniel Zegeye       | Éthiopie | 3 min 36 s 78      |
| 7    | Andrés Díaz         | Espagne  | 3 min 37 s 27      |
| 8    | Juan Carlos Higuero | Espagne  | 3 min 38 s 91      |

### Femmes
| Rang | Athlète             | Pays        | Performance   |
| ---- | ------------------- | ----------- | ------------- |
| 1    | Nouria Benida-Merah | Algérie     | 4 min 05 s 10 |
| 2    | Violeta Szekely     | Roumanie    | 4 min 05 s 15 |
| 3    | Gabriela Szabo      | Roumanie    | 4 min 05 s 27 |
| 4    | Kutre Dulecha       | Éthiopie    | 4 min 05 s 33 |
| 5    | Lidia Chojecka      | Pologne     | 4 min 06 s 42 |
| 6    | Anna Jakubczak      | Pologne     | 4 min 06 s 49 |
| 7    | Kelly Holmes        | Royaume-Uni | 4 min 08 s 02 |
| 8    | Marla Runyan        | États-Unis  | 4 min 08 s 30 |

## 5 000 m

### Hommes
| Rang | Athlète        | Pays      | Performance    |
| ---- | -------------- | --------- | -------------- |
| 1    | Millon Wolde   | Éthiopie  | 13 min 35 s 49 |
| 2    | Ali Saidi-Sief | Algérie   | 13 min 36 s 20 |
| 3    | Brahim Lahlafi | Maroc     | 13 min 36 s 47 |
| 4    | Fita Bayissa   | Éthiopie  | 13 min 37 s 03 |
| 5    | David Chelule  | Kenya     | 13 min 37 s 13 |
| 6    | Dagne Alemu    | Éthiopie  | 13 min 37 s 17 |
| 7    | Serhiy Lebid   | Ukraine   | 13 min 37 s 80 |
| 8    | Jirka Arndt    | Allemagne | 13 min 38 s 57 |

### Femmes
| Rang | Athlète          | Pays      | Performance         |
| ---- | ---------------- | --------- | ------------------- |
| 1    | Gabriela Szabo   | Roumanie  | 14 min 40 s 79 (RO) |
| 2    | Sonia O'Sullivan | Irlande   | 14 min 41 s 02      |
| 3    | Gete Wami        | Éthiopie  | 14 min 42 s 23      |
| 4    | Ayelech Worku    | Éthiopie  | 14 min 42 s 67      |
| 5    | Irina Mikitenko  | Allemagne | 14 min 43 s 59      |
| 6    | Lydia Cheromei   | Kenya     | 14 min 47 s 35      |
| 7    | Werknesh Kidane  | Éthiopie  | 14 min 47 s 40      |
| 8    | Olga Yegorova    | Russie    | 14 min 50 s 31      |

## 10 000 m

### Hommes
| Rang | Athlète            | Pays        | Performance    |
| ---- | ------------------ | ----------- | -------------- |
| 1    | Haile Gebrselassie | Éthiopie    | 27 min 18 s 20 |
| 2    | Paul Tergat        | Kenya       | 27 min 18 s 29 |
| 3    | Assefa Mezgebu     | Éthiopie    | 27 min 19 s 75 |
| 4    | Patrick Ivuti      | Kenya       | 27 min 20 s 44 |
| 5    | John Korir         | Kenya       | 27 min 24 s 75 |
| 6    | Said Berioui       | Maroc       | 27 min 37 s 83 |
| 7    | Toshinari Takaoka  | Japon       | 27 min 40 s 44 |
| 8    | Karl Keska         | Royaume-Uni | 27 min 44 s 09 |

### Femmes
| Rang | Athlète          | Pays           | Performance         |
| ---- | ---------------- | -------------- | ------------------- |
| 1    | Derartu Tulu     | Éthiopie       | 30 min 17 s 49 (RO) |
| 2    | Gete Wami        | Éthiopie       | 30 min 22 s 48      |
| 3    | Fernanda Ribeiro | Portugal       | 30 min 22 s 88      |
| 4    | Paula Radcliffe  | Royaume-Uni    | 30 min 26 s 97      |
| 5    | Tegla Loroupe    | Kenya          | 30 min 37 s 26      |
| 6    | Sonia O'Sullivan | Irlande        | 30 min 53 s 37      |
| 7    | Ji Li            | Chine          | 31 min 06 s 94      |
| 8    | Elana Meyer      | Afrique du Sud | 31 min 14 s 70      |

## 110 m haies/100 m haies

### 100 mètres haies femmes
| Rang | Athlète                | Pays       | Performance |
| ---- | ---------------------- | ---------- | ----------- |
| 1    | Olga Shishigina        | Kazakhstan | 12 s 65     |
| 2    | Glory Alozie           | Nigeria    | 12 s 68     |
| 3    | Melissa Morrison       | États-Unis | 12 s 76     |
| 4    | Delloreen Ennis-London | Jamaïque   | 12 s 80     |
| 5    | Aliuska López          | Cuba       | 12 s 83     |
| 6    | Nicole Ramalalanirina  | France     | 12 s 91     |
| 7    | Linda Ferga            | France     | 13 s 11     |
| 8    | Brigitte Foster        | Jamaïque   | 13 s 49     |

### 110 mètres haies hommes
| Rang | Athlète             | Pays        | Performance |
| ---- | ------------------- | ----------- | ----------- |
| 1    | Anier Garcia        | Cuba        | 13 s 00     |
| 2    | Terrence Trammell   | États-Unis  | 13 s 16     |
| 3    | Mark Crear          | États-Unis  | 13 s 22     |
| 4    | Allen Johnson       | États-Unis  | 13 s 23     |
| 5    | Colin Jackson       | Royaume-Uni | 13 s 28     |
| 6    | Florian Schwarthoff | Allemagne   | 13 s 42     |
| 7    | Dudley Dorival      | Haïti       | 13 s 49     |
| 8    | Robert Kronberg     | Suède       | 13 s 61     |

## 400 m haies

### Hommes
| Rang | Athlète            | Pays            | Performance |
| ---- | ------------------ | --------------- | ----------- |
| 1    | Angelo Taylor      | États-Unis      | 47 s 50     |
| 2    | Hadi Souan Somalyi | Arabie saoudite | 47 s 53     |
| 3    | Llewellyn Herbert  | Afrique du Sud  | 47 s 81     |
| 4    | James Carter       | États-Unis      | 48 s 04     |
| 5    | Eronildes Araujo   | Brésil          | 48 s 34     |
| 6    | Paweł Januszewski  | Pologne         | 48 s 44     |
| 7    | Fabrizio Mori      | Italie          | 48 s 78     |
| 8    | Gennadiy Gorbenko  | Ukraine         | 49 s 01     |

### Femmes
| Rang | Athlète                     | Pays        | Performance |
| ---- | --------------------------- | ----------- | ----------- |
| 1    | Irina Privalova             | Russie      | 53 s 02     |
| 2    | Deon Hemmings               | Jamaïque    | 53 s 45     |
| 3    | Nezha Bidouane              | Maroc       | 53 s 57     |
| 4    | Daimi Pernia                | Cuba        | 53 s 68     |
| 5    | Tetyana Tereshchuk-Antypova | Ukraine     | 53 s 98     |
| 6    | Ionela Tirlea               | Roumanie    | 54 s 35     |
| 7    | Gudrun Arnadottir           | Islande     | 54 s 63     |
| 8    | Natasha Danvers             | Royaume-Uni | 55 s 00     |

## 3 000 m steeple

### Hommes
| Rang | Athlète              | Pays     | Performance   |
| ---- | -------------------- | -------- | ------------- |
| 1    | Reuben Kosgei        | Kenya    | 8 min 21 s 43 |
| 2    | Wilson Boit Kipketer | Kenya    | 8 min 21 s 77 |
| 3    | Ali Ezzine           | Maroc    | 8 min 22 s 15 |
| 4    | Bernard Barmasai     | Kenya    | 8 min 22 s 23 |
| 5    | Luis Martin          | Espagne  | 8 min 22 s 75 |
| 6    | Eliseo Martin        | Espagne  | 8 min 23 s 00 |
| 7    | Brahim Boulami       | Maroc    | 8 min 24 s 32 |
| 8    | Guenther Weidlinger  | Autriche | 8 min 26 s 70 |

## Relais 4 × 100 m

### Hommes
| Rang | Athlètes                                                                 | Pays       | Performance |
| ---- | ------------------------------------------------------------------------ | ---------- | ----------- |
| 1    | Jon Drummond Bernard Williams Brian Lewis Maurice Greene                 | États-Unis | 37 s 61     |
| 2    | Vicente de Lima Édson Ribeiro André Domingos Claudinei da Silva          | Brésil     | 37 s 90     |
| 3    | José Angel César Luis Alberto Pérez-Rionda Iván García Freddy Mayola     | Cuba       | 38 s 04     |
| 4    | Lindel Frater Dwight Thomas Christopher Williams Llewelyn Bredwood       | Jamaïque   | 38 s 20     |
| 5    | Frédéric Krantz David Patros Christophe Cheval Needy Guims               | France     | 38 s 49     |
| 6    | Shigeyuki Kojima Kōji Itō Shingo Suetsugu Nobuharu Asahara               | Japon      | 38 s 66     |
| 7    | Francesco Scuderi Alessandro Cavallaro Maurizio Checcucci Andrea Colombo | Italie     | 38 s 67     |
| 8    | Marcin Nowak Marcin Urbaś Piotr Balcerzak Ryszard Pilarczyk              | Pologne    | 38 s 96     |

### Femmes
| Rang | Athlètes                                                               | Pays       | Performance |
| ---- | ---------------------------------------------------------------------- | ---------- | ----------- |
| 1    | Sevatheda Fynes Chandra Sturrup Pauline Davis-Thompson Debbie Ferguson | Bahamas    | 41 s 95     |
| 2    | Tayna Lawrence Veronica Campbell Beverly McDonald Merlene Ottey        | Jamaïque   | 42 s 13     |
| 3    | Chryste Gaines Torri Edwards Nanceen Perry Passion Richardson          | États-Unis | 42 s 20     |
| 4    | Linda Ferga Muriel Hurtis Fabé Dia Christine Arron                     | France     | 42 s 42     |
| 5    | Natalya Ignatova Marina Trandenkova Irina Khabarova Natalya Voronova   | Russie     | 43 s 02     |
| 6    | Gabi Rockmeier Sabrina Mulrain Andrea Philipp Marion Wagner            | Allemagne  | 43 s 11     |
| 7    | Glory Alozie Benedicta Ajudua Mercy Nku Mary Onyali                    | Nigeria    | 44 s 05     |
| 8    | Zeng Xiujun Liu Xiaomei Qin Wangping Li Xuemei                         | Chine      | 44 s 87     |

## Relais 4 × 400 m

### Hommes
| Rang | Athlètes                                                             | Pays        | Performance   |
| ---- | -------------------------------------------------------------------- | ----------- | ------------- |
| 1    | Clement Chukwu Jude Monye Sunday Bada Enefiok Udo-Obong              | Nigeria     | 2 min 58 s 68 |
| 2    | Michael Blackwood Greg Haughton Christopher Williams Danny McFarlane | Jamaïque    | 2 min 58 s 78 |
| 3    | Avard Moncur Troy McIntosh Carl Oliver Chris Brown                   | Bahamas     | 2 min 59 s 23 |
| 4    | Emmanuel Front Marc Foucan Ibrahima Wade Marc Raquil                 | France      | 3 min 01 s 02 |
| 5    | Jared Deacon Daniel Caines Iwan Thomas Jamie Baulch                  | Royaume-Uni | 3 min 01 s 22 |
| 6    | Piotr Rysiukiewicz Robert Maćkowiak Piotr Długosielski Piotr Haczek  | Pologne     | 3 min 03 s 22 |
| 7    | Brad Jamieson Blair Young Patrick Dwyer Michael Hazel                | Australie   | 3 min 03 s 91 |
| DSQ  | Alvin Harrison Antonio Pettigrew Calvin Harrison Michael Johnson     | États-Unis  | 2 min 56 s 35 |

### Femmes
| Rang | Athlètes                                                                     | Pays        | Performance   |
| ---- | ---------------------------------------------------------------------------- | ----------- | ------------- |
| 1    | Jearl Miles-Clark Monique Hennagan Andrea Anderson LaTasha Colander          | États-Unis  | 3 min 22 s 62 |
| 2    | Sandie Richards Catherine Scott-Pomales Deon Hemmings Lorraine Graham        | Jamaïque    | 3 min 23 s 25 |
| 3    | Yuliya Sotnikova Svetlana Goncharenko Olga Kotlyarova Irina Privalova        | Russie      | 3 min 23 s 46 |
| 4    | Olabisi Afolabi Charity Opara Rosemary Okafor Falilat Ogunkoya Fatima Yusuf* | Nigeria     | 3 min 23 s 80 |
| 5    | Nova Peris-Kneebone Tamsyn Lewis Melinda Gainsford-Taylor Cathy Freeman      | Australie   | 3 min 23 s 81 |
| 6    | Tasha Danvers Donna Fraser Allison Curbishley Katharine Merry                | Royaume-Uni | 3 min 25 s 67 |
| 7    | Jitka Burianová Hana Benešová Lenka Ficková Helena Fuchsová                  | Tchéquie    | 3 min 29 s 17 |
| 8    | Zulia Calatayud Julia Duporty Idalmis Bonne Daimí Pernía                     | Cuba        | 3 min 29 s 47 |

- Remplaçante en série.

## Marathon

### Hommes
| Rang | Athlète               | Pays        | Performance     |
| ---- | --------------------- | ----------- | --------------- |
| 1    | Gezahegne Abera       | Éthiopie    | 2 h 10 min 11 s |
| 2    | Eric Wainaina         | Kenya       | 2 h 10 min 31 s |
| 3    | Tesfaye Tola          | Éthiopie    | 2 h 11 min 10 s |
| 4    | Jon Brown             | Royaume-Uni | 2 h 11 min 17 s |
| 5    | Giacomo Leone         | Italie      | 2 h 12 min 14 s |
| 6    | Martin Fiz            | Espagne     | 2 h 13 min 06 s |
| 7    | Abdelkader El Mouaziz | Maroc       | 2 h 13 min 49 s |
| 8    | Mohamed Ouaadi        | France      | 2 h 14 min 04 s |

### Femmes
| Rang | Athlète            | Pays          | Performance     |
| ---- | ------------------ | ------------- | --------------- |
| 1    | Naoko Takahashi    | Japon         | 2 h 23 min 14 s |
| 2    | Lidia Simon        | Roumanie      | 2 h 23 min 22 s |
| 3    | Joyce Chepchumba   | Kenya         | 2 h 24 min 45 s |
| 4    | Esther Wanjiru     | Kenya         | 2 h 26 min 17 s |
| 5    | Madina Biktagirova | Russie        | 2 h 26 min 33 s |
| 6    | Elfenesh Alemu     | Éthiopie      | 2 h 26 min 54 s |
| 7    | Eri Yamaguchi      | Japon         | 2 h 27 min 03 s |
| 8    | Ham Bong-Sil       | Corée du Nord | 2 h 27 min 07 s |

## 20 km marche

### Hommes
| Rang | Athlète             | Pays      | Performance          |
| ---- | ------------------- | --------- | -------------------- |
| 1    | Robert Korzeniowski | Pologne   | 1 h 18 min 59 s (RO) |
| 2    | Noé Hernández       | Mexique   | 1 h 19 min 03 s      |
| 3    | Vladimir Andreev    | Russie    | 1 h 19 min 27 s      |
| 4    | Jefferson Pérez     | Équateur  | 1 h 20 min 18 s      |
| 5    | Andreas Erm         | Allemagne | 1 h 20 min 25 s      |
| 6    | Roman Rasskazov     | Russie    | 1 h 20 min 57 s      |
| 7    | Francisco Javier    | Espagne   | 1 h 21 min 01 s      |
| 8    | Nathan Deakes       | Australie | 1 h 21 min 03 s      |

### Femmes
| Rang | Athlète                      | Pays      | Performance     |
| ---- | ---------------------------- | --------- | --------------- |
| 1    | Wang Liping                  | Chine     | 1 h 29 min 05 s |
| 2    | Kjersti Plätzer              | Norvège   | 1 h 29 min 33 s |
| 3    | Maria Vasco                  | Espagne   | 1 h 30 min 23 s |
| 4    | Erica Alfridi                | Italie    | 1 h 31 min 25 s |
| 5    | Maria Gomez                  | Mexique   | 1 h 31 min 33 s |
| 6    | Norica Cimpean               | Roumanie  | 1 h 31 min 50 s |
| 7    | Kerry Saxby-Junna            | Australie | 1 h 32 min 02 s |
| 8    | Tatyana Gudkova (athlétisme) | Russie    | 1 h 32 min 35 s |

## 50 km marche
| Rang | Athlète             | Pays      | Performance     |
| ---- | ------------------- | --------- | --------------- |
| 1    | Robert Korzeniowski | Pologne   | 3 h 42 min 22 s |
| 2    | Aigars Fadejevs     | Lettonie  | 3 h 43 min 40 s |
| 3    | Joel Sánchez        | Mexique   | 3 h 44 min 36 s |
| 4    | Valentí Massana     | Espagne   | 3 h 46 min 01 s |
| 5    | Nikolay Matyukhin   | Russie    | 3 h 46 min 37 s |
| 6    | Nathan Deakes       | Australie | 3 h 47 min 29 s |
| 7    | Miguel Rodríguez    | Mexique   | 3 h 48 min 12 s |
| 8    | Roman Magdziarczyk  | Pologne   | 3 h 48 min 17 s |

## Saut en hauteur

### Hommes
| Rang | Athlète               | Pays      | Performance |
| ---- | --------------------- | --------- | ----------- |
| 1    | Sergei Kliugin        | Russie    | 2,35 m      |
| 2    | Javier Sotomayor      | Cuba      | 2,32 m      |
| 3    | Abderrahmane Hammad   | Algérie   | 2,32 m      |
| 4    | Stefan Holm           | Suède     | 2,32 m      |
| 5    | Konstantin Matusevich | Israël    | 2,32 m      |
| 6    | Mark Boswell          | Canada    | 2,32 m      |
| 6    | Staffan Strand        | Suède     | 2,32 m      |
| 8    | Wolfgang Kreissig     | Allemagne | 2,29 m      |

### Femmes
| Rang | Athlète             | Pays           | Performance |
| ---- | ------------------- | -------------- | ----------- |
| 1    | Yelena Yelesina     | Russie         | 2,01 m      |
| 2    | Hestrie Cloete      | Afrique du Sud | 2,01 m      |
| 3    | Oana Pantelimon     | Roumanie       | 1,99 m      |
| 3    | Kajsa Bergqvist     | Suède          | 1,99 m      |
| 5    | Inha Babakova       | Ukraine        | 1,96 m      |
| 6    | Svetlana Zalevskaya | Kazakhstan     | 1,96 m      |
| 7    | Vita Palamar        | Ukraine        | 1,96 m      |
| 8    | Amewu Mensah        | Allemagne      | 1,93 m      |

## Saut à la perche

### Hommes
| Rang | Athlète           | Pays           | Performance |
| ---- | ----------------- | -------------- | ----------- |
| 1    | Nick Hysong       | États-Unis     | 5,90 m      |
| 2    | Lawrence Johnson  | États-Unis     | 5,90 m      |
| 3    | Maksim Tarasov    | Russie         | 5,90 m      |
| 4    | Michael Stolle    | Allemagne      | 5,90 m      |
| 5    | Viktor Chistyakov | Australie      | 5,80 m      |
| 5    | Dmitri Markov     | Australie      | 5,80 m      |
| 7    | Okkert Brits      | Afrique du Sud | 5,80 m      |
| 8    | Danny Ecker       | Allemagne      | 5,80 m      |

### Femmes
| Rang | Athlète                | Pays               | Performance |
| ---- | ---------------------- | ------------------ | ----------- |
| 1    | Stacy Dragila          | États-Unis         | 4,60 m      |
| 2    | Tatiana Grigorieva     | Australie          | 4,55 m      |
| 3    | Vala Flosadottir       | Islande            | 4,50 m      |
| 4    | Daniela Bartova        | République tchèque | 4,50 m      |
| 5    | Nicole Humbert         | Allemagne          | 4,45 m      |
| 6    | Yvonne Buschbaum       | Allemagne          | 4,40 m      |
| 7    | Monika Pyrek           | Pologne            | 4,40 m      |
| 8    | Marie Bagger Rasmussen | Danemark           | 4,35 m      |

## Saut en longueur

### Hommes
| Rang | Athlète             | Pays       | Performance |
| ---- | ------------------- | ---------- | ----------- |
| 1    | Ivan Pedroso        | Cuba       | 8,55 m      |
| 2    | Jai Taurima         | Australie  | 8,49 m      |
| 3    | Roman Shchurenko    | Ukraine    | 8,31 m      |
| 4    | Oleksiy Lukashevych | Ukraine    | 8,26 m      |
| 5    | Kofi Amoah Prah     | Allemagne  | 8,19 m      |
| 6    | Peter Burge         | Australie  | 8,15 m      |
| 7    | Luis Felipe Méliz   | Cuba       | 8,08 m      |
| 8    | Dwight Phillips     | États-Unis | 8,06 m      |

### Femmes
| Rang | Athlète         | Pays       | Performance |
| ---- | --------------- | ---------- | ----------- |
| 1    | Heike Drechsler | Allemagne  | 6,99 m      |
| 2    | Fiona May       | Italie     | 6,92 m      |
| 3    | Tatiana Kotova  | Russie     | 6,83 m      |
| 4    | Olga Rubleva    | Russie     | 6,79 m      |
| 5    | Susen Tiedtke   | Allemagne  | 6,74 m      |
| 6    | Jackie Edwards  | Bahamas    | 6,59 m      |
| 7    | Tunde Vaszi     | Hongrie    | 6,59 m      |
| DSQ  | Marion Jones    | États-Unis | 6,92 m      |

## Triple saut

### Hommes
| Rang | Athlète          | Pays        | Performance |
| ---- | ---------------- | ----------- | ----------- |
| 1    | Jonathan Edwards | Royaume-Uni | 17,71 m     |
| 2    | Yoel Garcia      | Cuba        | 17,47 m     |
| 3    | Denis Kapustin   | Russie      | 17,46 m     |
| 4    | Yoelvis Quesada  | Cuba        | 17,37 m     |
| 5    | Onochie Achike   | Royaume-Uni | 17,29 m     |
| 6    | Phillips Idowu   | Royaume-Uni | 17,08 m     |
| 7    | Robert Howard    | États-Unis  | 17,05 m     |
| 8    | Paolo Camossi    | Italie      | 16,96 m     |

### Femmes
| Rang | Athlète          | Pays     | Performance |
| ---- | ---------------- | -------- | ----------- |
| 1    | Tereza Marinova  | Bulgarie | 15,20 m     |
| 2    | Tatyana Lebedeva | Russie   | 15,00 m     |
| 3    | Olena Hovorova   | Ukraine  | 14,96 m     |
| 4    | Yamile Aldama    | Cuba     | 14,30 m     |
| 5    | Baya Rahouli     | Algérie  | 14,17 m     |
| 6    | Cristina Nicolau | Roumanie | 14,17 m     |
| 7    | Ólga Vasdéki     | Grèce    | 14,15 m     |
| 8    | Oxana Rogova     | Russie   | 13,97 m     |

## Lancer du poids

### Hommes
| Rang | Athlète           | Pays           | Performance |
| ---- | ----------------- | -------------- | ----------- |
| 1    | Arsi Harju        | Finlande       | 21,29 m     |
| 2    | Adam Nelson       | États-Unis     | 21,21 m     |
| 3    | John Godina       | États-Unis     | 21,20 m     |
| 4    | Andrew Bloom      | États-Unis     | 20,87 m     |
| 5    | Yuriy Bilonog     | Ukraine        | 20,84 m     |
| 6    | Manuel Martínez   | Espagne        | 20,55 m     |
| 7    | Janus Robberts    | Afrique du Sud | 20,32 m     |
| 8    | Oliver-Sven Buder | Allemagne      | 20,18 m     |

### Femmes
| Rang | Athlète                     | Pays        | Performance |
| ---- | --------------------------- | ----------- | ----------- |
| 1    | Yanina Korolchik            | Biélorussie | 20,56 m     |
| 2    | Larisa Peleshenko           | Russie      | 19,92 m     |
| 3    | Astrid Kumbernuss           | Allemagne   | 19,62 m     |
| 4    | Svetlana Krivelyova         | Russie      | 19,37 m     |
| 5    | Krystyna Danilczyk-Zabawska | Pologne     | 19,18 m     |
| 6    | Yumileidi Cumba             | Cuba        | 18,70 m     |
| 7    | Kalliópi Ouzoúni            | Grèce       | 18,63 m     |
| 8    | Nadine Kleinert             | Allemagne   | 18,49 m     |

## Lancer du disque

### Hommes
| Rang | Athlète               | Pays           | Performance |
| ---- | --------------------- | -------------- | ----------- |
| 1    | Virgilijus Alekna     | Lituanie       | 69,30 m     |
| 2    | Lars Riedel           | Allemagne      | 68,50 m     |
| 3    | Frantz Kruger         | Afrique du Sud | 68,19 m     |
| 4    | Vasily Kaptyukh       | Biélorussie    | 67,59 m     |
| 5    | Adam Setliff          | États-Unis     | 66,02 m     |
| 6    | Jason Tunks           | Canada         | 65,80 m     |
| 7    | Vladimir Dubrovshchik | Biélorussie    | 65,13 m     |
| 8    | Jürgen Schult         | Allemagne      | 64,41 m     |

### Femmes
| Rang | Athlète              | Pays        | Performance |
| ---- | -------------------- | ----------- | ----------- |
| 1    | Ellina Zvereva       | Biélorussie | 68,40 m     |
| 2    | Anastasia Kelesidou  | Grèce       | 65,71 m     |
| 3    | Irina Yatchenko      | Biélorussie | 65,20 m     |
| 4    | Natalya Sadova       | Russie      | 65,00 m     |
| 5    | Stiliani Tsikouna    | Grèce       | 64,08 m     |
| 6    | Franka Dietzsch      | Allemagne   | 63,18 m     |
| 7    | Ilke Wyludda         | Allemagne   | 63,16 m     |
| 8    | Lisa Marie Vizaniari | Australie   | 62,57 m     |

## Lancer du marteau

### Hommes
| Rang | Athlète           | Pays               | Performance |
| ---- | ----------------- | ------------------ | ----------- |
| 1    | Szymon Ziółkowski | Pologne            | 80,02 m     |
| 2    | Nicola Vizzoni    | Italie             | 79,64 m     |
| 3    | Igor Astapkovich  | Biélorussie        | 79,17 m     |
| 4    | Ivan Tsikhan      | Biélorussie        | 79,17 m     |
| 5    | Ilya Konovalov    | Russie             | 78,56 m     |
| 6    | Loris Paoluzzi    | Italie             | 78,18 m     |
| 7    | Tibor Gécsek      | Hongrie            | 77,70 m     |
| 8    | Vladimir Maska    | République tchèque | 77,32 m     |

### Femmes
| Rang | Athlète            | Pays        | Performance |
| ---- | ------------------ | ----------- | ----------- |
| 1    | Kamila Skolimowska | Pologne     | 71,16 m     |
| 2    | Olga Kuzenkova     | Russie      | 69,77 m     |
| 3    | Kirsten Münchow    | Allemagne   | 69,28 m     |
| 4    | Yipsi Moreno       | Cuba        | 68,33 m     |
| 5    | Deborah Sosimenko  | Australie   | 67,95 m     |
| 6    | Lyudmila Gubkina   | Biélorussie | 67,08 m     |
| 7    | Dawn Ellerbe       | États-Unis  | 66,80 m     |
| 8    | Erica Palmer       | États-Unis  | 66,15 m     |

## Lancer du javelot

### Hommes
| Rang | Athlète                | Pays               | Performance  |
| ---- | ---------------------- | ------------------ | ------------ |
| 1    | Jan Železný            | République tchèque | 90,17 m (RO) |
| 2    | Steve Backley          | Royaume-Uni        | 89,85 m      |
| 3    | Sergey Makarov         | Russie             | 88,67 m      |
| 4    | Raymond Hecht          | Allemagne          | 87,76 m      |
| 5    | Aki Parviainen         | Finlande           | 86,62 m      |
| 6    | Konstadínos Gatsioúdis | Grèce              | 86,53 m      |
| 7    | Boris Henry            | Allemagne          | 85,78 m      |
| 8    | Emeterio González      | Cuba               | 83,33 m      |

### Femmes
| Rang | Athlète             | Pays               | Performance |
| ---- | ------------------- | ------------------ | ----------- |
| 1    | Trine Hattestad     | Norvège            | 68,91 m     |
| 2    | Miréla Manjani      | Grèce              | 67,51 m     |
| 3    | Olisdeilys Menéndez | Cuba               | 66,18 m     |
| 4    | Steffi Nerius       | Allemagne          | 64,84 m     |
| 5    | Sonia Bisset        | Cuba               | 63,26 m     |
| 6    | Xiomara Rivero      | Cuba               | 62,92 m     |
| 7    | Tatiana Shikolenko  | Russie             | 62,91 m     |
| 8    | Nikola Tomeckova    | République tchèque | 62,10 m     |

## Décathlon/Heptathlon

### Décathlon
| Rang | Athlète          | Pays               | Performance |
| ---- | ---------------- | ------------------ | ----------- |
| 1    | Erki Nool        | Estonie            | 8 641 pts   |
| 2    | Roman Šebrle     | République tchèque | 8 606 pts   |
| 3    | Chris Huffins    | États-Unis         | 8 595 pts   |
| 4    | Dean Macey       | Royaume-Uni        | 8 567 pts   |
| 5    | Tom Pappas       | États-Unis         | 8 425 pts   |
| 6    | Tomáš Dvořák     | République tchèque | 8 385 pts   |
| 7    | Frank Busemann   | Allemagne          | 8 351 pts   |
| 8    | Attila Zsivóczky | Hongrie            | 8 277 pts   |

### Heptathlon
| Rang | Athlète              | Pays        | Performance |
| ---- | -------------------- | ----------- | ----------- |
| 1    | Denise Lewis         | Royaume-Uni | 6 584 pts   |
| 2    | Yelena Prokhorova    | Russie      | 6 531 pts   |
| 3    | Natallia Sazanovich  | Biélorussie | 6 527 pts   |
| 4    | Urszula Włodarczyk   | Pologne     | 6 470 pts   |
| 5    | Sabine Braun         | Allemagne   | 6 104 pts   |
| 6    | Natalya Roshchupkina | Russie      | 6 237 pts   |
| 7    | Karin Ertl           | Allemagne   | 6 209 pts   |
| 8    | Tiia Hautala         | Finlande    | 6 173 pts   |